# Pola Ayoub Matta Usama Shafik Akhnoukh
Mons. Pola Ayoub Matta Usama Shafik Akhnoukh (* 19. února 1971, Asyut) je egyptský koptský katolický duchovní a biskup Ismailiy.

## Život
Narodil se 19. února 1971 v Asyutu.
Po získání středoškolského vzdělání odešel studovat sociální vědy na univerzitě v Asyutu. Poté studoval teologii a filosofii na Saint Leo XIII Seminary v káhirské čtvrti Maadi. Dne 27. června 2002 byl vysvěcen na kněze a inkardinován do eparchie Asyut.
Po vysvěcení působil tři roky jako farář v Al Nikheila-Asyut. Poté byl poslán do Austrálie, kde se staral o koptské věřící ve farnostech v Melbourne a Sydney. Byl také ředitelem kanceláře pro lidský rozvoj v eparchii Asyut.
Biskupský synod Koptské katolické církve jej zvolil biskupem eparchie Ismailia. Tuto volbu potrvdil dne 31. března 2023 papež František. Biskupské svěcení přijal 11. května 2023 z rukou patriarchy Ibrahima Isaaca Sidraka a spolusvětiteli byli biskup Daniel Lotfy Khella, biskup Emmanuel Bishay, biskup Basilios Fawzy Al-Dabe, biskup Thomas Halim Habib, biskup Makarios Tewfik, arcibiskup Nicolas Thévenin, biskup Claudio Lurati a biskup Georges Chihane.
Mimo arabštiny ovládá angličtinu a francouzštinu.